# Église protestante luthérienne du nord de l'Elbe

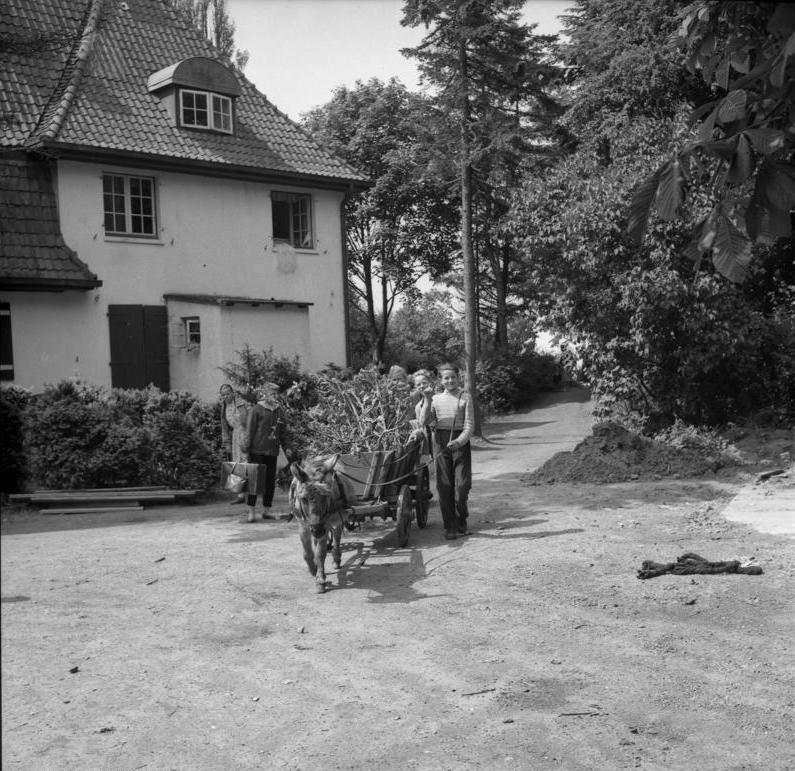
Église luthérienne

L'Église protestante luthérienne du nord de l'Elbe ((de) : Nordelbische Evangelisch-Lutherische Kirche) était une église luthérienne et un établissement public du culte allemand, fondée notamment par l'évêque Heinrich Meyer en 1977. Elle faisait partie de l'Église protestante en Allemagne et était affiliée à la Fédération luthérienne mondiale. En 27 mai 2012 l'Église du nord de l'Elbe s'est unie avec ceux autres églises pour former la nouvelle Église protestante luthérienne en Allemagne du Nord.   